# La Champenoise
La Champenoise là một xã ở tỉnh Indre ở miền trung nước Pháp. Xã này có diện tích 44,34 km², dân số năm 1999 là 250 người. Khu vực này có độ cao trung bình 176 mét trên mực nước biển.